# Georges Coste
Georges Coste, Jojo, (Corbera la Cabana, 7 de desembre del 1943) és un jugador i entrenador de rugbi a 15 nord-català que jugà a l'USAP i fou internacional júnior al lloc de mig de melé.

## Biografia
Després de debutar amb l'equip de Tuïr, Coste entrà als juvenils de l'USAP el 1960, i poc després -i encara amb divuit anys- ja jugava en el primer equip. Hom el cridà a les seleccions "France Scolaire" i "France Junior". Va haver de posar punt final en la seva carrera a causa d'una lesió i es va fer entrenador. Va passar per l'USAP, l'Stade Français i, entre els dos, per l'equip nacional d'Itàlia. Va guanyar d'altra banda l'única victòria italiana de la història contra el XV de França el 1997 (32-40), la qual va tenir una importància decisiva en la integració d'Itàlia en el Torneig de les Sis Nacions el 2000. Va ser molt de temps professor d'educació física.

## Carrera esportiva

### Jugador
- Tuïr
- 1960-1963 USAP
- 1965-1966 USAP
- Rugby Club Frontignan-Sète

### Entrenador
- Rugby Club Frontignan-Sète: 1970-1974
- USAP B: 1980
- USAP: 1984-1986 i 1989-1992
- BUC: 1992-1993
- Equip nacional d'Itàlia: 1993-juny 1999
- Stade Français Paris: novembre 1999-maig 2000
- Supervisor de la secció de l'USAP a Barcelona: des de 2003
- Supervisor tècnic de l'Equip d'Itàlia júniors: des de gener de 2006